# Katolikus lexikon
A Katolikus lexikon egy nagy terjedelmű 20. század eleji magyar lexikon.

## Leírás
Az több szerző által készített mű 1931 és 1933 között jelent meg 4 kötetben Budapesten a Magyar Kultúra  kiadásában. Terjedelme összesen körülbelül 2100 oldal. A kötetek nagy mennyiségű keresztény személy életrajzát, vallásos, vagy valláshoz kapcsolódó  fogalom meghatározását tartalmazzák. A szemléltetést a fekete-fehér és a színes illusztrációk segítik. A műnek fakszimile kiadása nincs, viszont elektronikus formában elérhető az Arcanum Kft. honlapjáról.

## Kötetbeosztás
| Kötetszám | Kötetcím             | Oldalszám | Kiadási év | Elektronikus elérhetőség |
| --------- | -------------------- | --------- | ---------- | ------------------------ |
| I.        | Aachen–Elkeresztelés | 528       | 1931       |                          |
| II.       | Ellenállás–Kazula    | 532       | 1931       |                          |
| III.      | Kazy–Péter           | 544       | 1932       |                          |
| IV.       | Péter–Zype. Függelék | 528       | 1933       |                          |